# Pseudomegamphopus barnardi
Pseudomegamphopus barnardi is een vlokreeftensoort uit de familie van de Neomegamphopidae. De wetenschappelijke naam van de soort is voor het eerst geldig gepubliceerd in 1968 door Myers.